# Mostovskói
Mostovskói (del ruso: Мостовско́й) es un asentamiento de tipo urbano, centro administrativo del raión de Mostovskói del krai de Krasnodar, en el sur de Rusia. Está situado en la orilla izquierda del río Labá, afluente del Kubán, en el límite septentrional del Gran Cáucaso, 157 km al sudeste de Krasnodar, la capital del krai. Del otro lado del río se halla la stanitsa Zásovskaya.
Tenía 25 075 habitantes en 2010. Es cabeza del municipio Mostovskoye, al que pertenecen asimismo Vesioli, Vysoki, Pervomaiski, Proletarski y Sadovi.

## Historia
La localidad fue fundada como el selo Mostovskoye el 15 de febrero de 1894 sobre el emplazamiento de un aul, cuyos habitantes habían emigrado a Turquía. Su nombre tiene origen en un puente (del ruso: 'most') sobre el río Labá al oeste del cual se construyó la localidad. En 1900 se construyeron dos escuelas y en 1904 una iglesia de madera. Hasta 1920 fue parte del otdel de Maikop del óblast de Kubán. Tras la Primera Guerra Mundial, el poder soviético se instaura en el selo en 1918, organizándose un comité revolucionario. Tras cambiar de manos en la Guerra civil rusa, en 1920 las tropas blancas son expulsadas del lugar. En 1922 fue creado el consejo rural. Fue designada centro administrativo de raión entre 1924 y 1928 y entre 1935 y 1953. En 1930 se completó la colectivización de las tierras de la localidad en el koljós Zavety Ilichá. Desde este período se desarrolla rápidamente. En diciembre de 1936 se inició la construcción del ferrocarril Labinsk-Mostovskói-Shedok. Durante la Gran Guerra Patria fue ocupada por la Wehrmacht de la Alemania Nazi en agosto de 1942 y liberada por el Ejército Rojo de la Unión Soviética en febrero de 1943. En su retirada, las tropas alemanas destruyeron parte de la localidad, sus industrias y servicios, así como el puente sobre el Labá, que fueron reconstruidos. En la década de 1950 se desarrolló la industria maderera y de la construcción. En 1961 su estatus fue promovido a asentamiento de tipo urbano. En 1975 fue nuevamente designado centro administrativo del raión homónimo del krai de Krasnodar.

## Demografía
| 1989   | 2002   | 2009   | 2010   |
| ------ | ------ | ------ | ------ |
| 19 348 | 24 866 | 25 478 | 25 075 |

### Composición étnica
De los 25 478 habitantes que tenía en 2002, el 93 % era de etnia rusa, el 2.5 % era de etnia ucraniana, el 0.8 % era de etnia armenia, el 0.7 % era de etnia adigué, el 0.4 % era de etnia bielorrusa, el 0.4 % era de etnia alemana, el 0.2 % era de etnia georgiana, el 0.2 % era de etnia tártara, el 0.2 % era de etnia gitana, el 0.1 % era de etnia griega y el 0.1 % era de etnia azerí

## Economía y transporte
La principal actividad económica de la localidad es la transformación de productos agrícolas.
La localidad cuenta con una estación (Mostovskaya) en el ferrocarril Kurgáninsk-Psebai. La carretera R256 Maikop-Karacháyevsk pasa por la localidad

## Personalidades
- Román Pavliuchenko (*1981), futbolista ruso.